# Поттс-Кемп (Міссісіпі)
Поттс-Кемп (англ. Potts Camp) — місто (англ. town) в США, в окрузі Маршалл штату Міссісіпі. Населення — 416 осіб (2020).

## Географія
Поттс-Кемп розташований за координатами 34°38′57″ пн. ш. 89°18′23″ зх. д. / 34.64917° пн. ш. 89.30639° зх. д. (34.649183, -89.306424).  За даними Бюро перепису населення США в 2010 році місто мало площу 2,51 км², уся площа — суходіл.

## Демографія
Згідно з переписом 2010 року, у місті мешкали 523 особи в 197 домогосподарствах у складі 147 родин. Густота населення становила 208 осіб/км².  Було 218 помешкань (87/км²).
Расовий склад населення:
| - 64,8 % — білих - 31,9 % — чорних або афроамериканців - 2,7 % — осіб інших рас |

До двох чи більше рас належало 0,6 %. Частка іспаномовних становила 3,4 % від усіх жителів.
За віковим діапазоном населення розподілялося таким чином: 25,8 % — особи молодші 18 років, 58,9 % — особи у віці 18—64 років, 15,3 % — особи у віці 65 років та старші. Медіана віку мешканця становила 35,9 року. На 100 осіб жіночої статі у місті припадало 100,4 чоловіків;  на 100 жінок у віці від 18 років та старших — 85,6 чоловіків також старших 18 років.
Середній дохід на одне домашнє господарство  становив 36 549 доларів США (медіана — 31 750), а середній дохід на одну сім'ю — 44 497 доларів (медіана — 39 167). Медіана доходів становила 24 559 доларів для чоловіків та 30 982 долари для жінок. За межею бідності перебувало 25,7 % осіб, у тому числі 31,2 % дітей у віці до 18 років та 14,5 % осіб у віці 65 років та старших.
Цивільне працевлаштоване населення становило 178 осіб. Основні галузі зайнятості: науковці, спеціалісти, менеджери — 18,5 %, освіта, охорона здоров'я та соціальна допомога — 15,2 %, фінанси, страхування та нерухомість — 10,1 %, оптова торгівля — 9,6 %.